# Daniel Abt

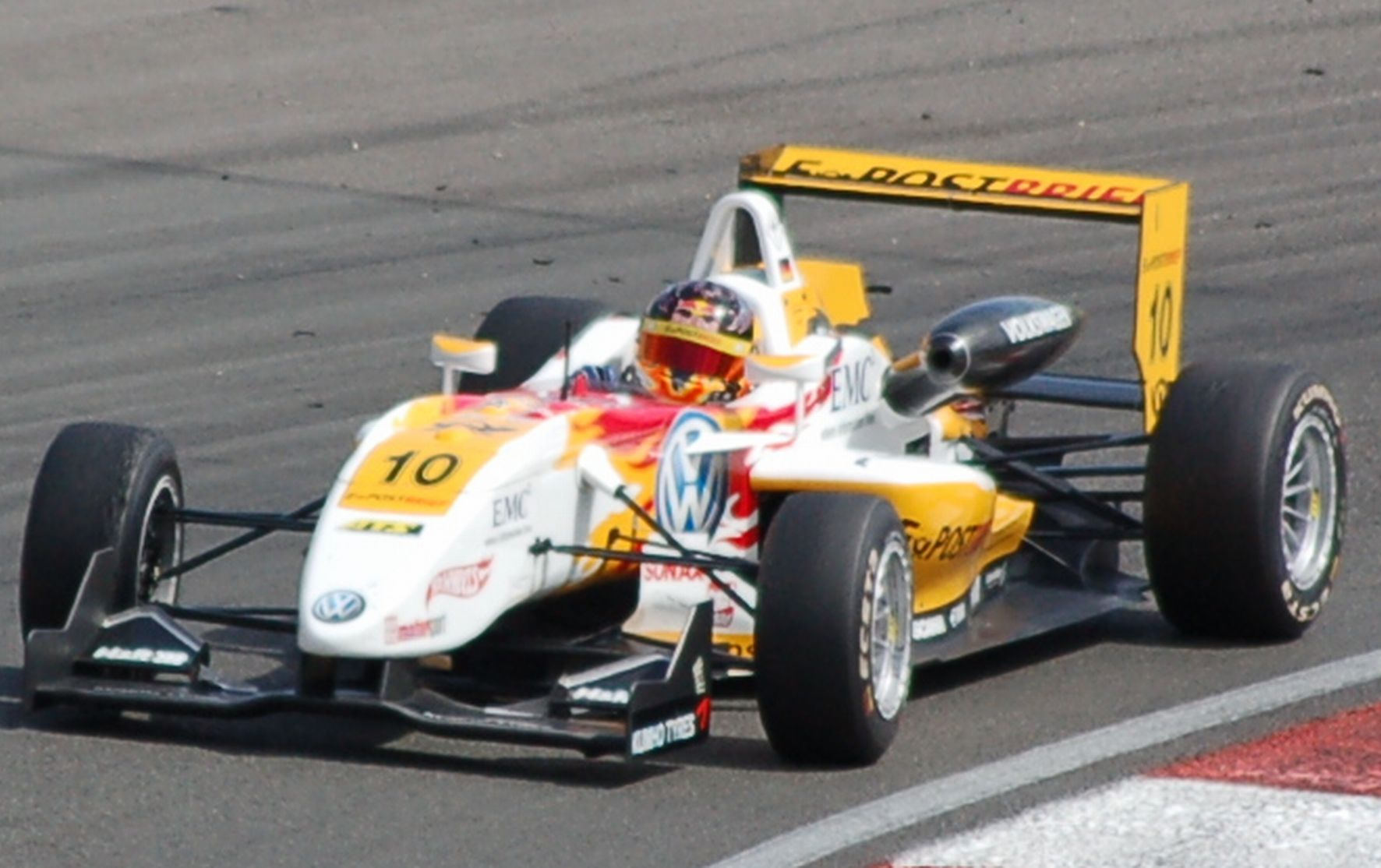
Daniel Abt en Fórmula 3 Euroseries 2011.

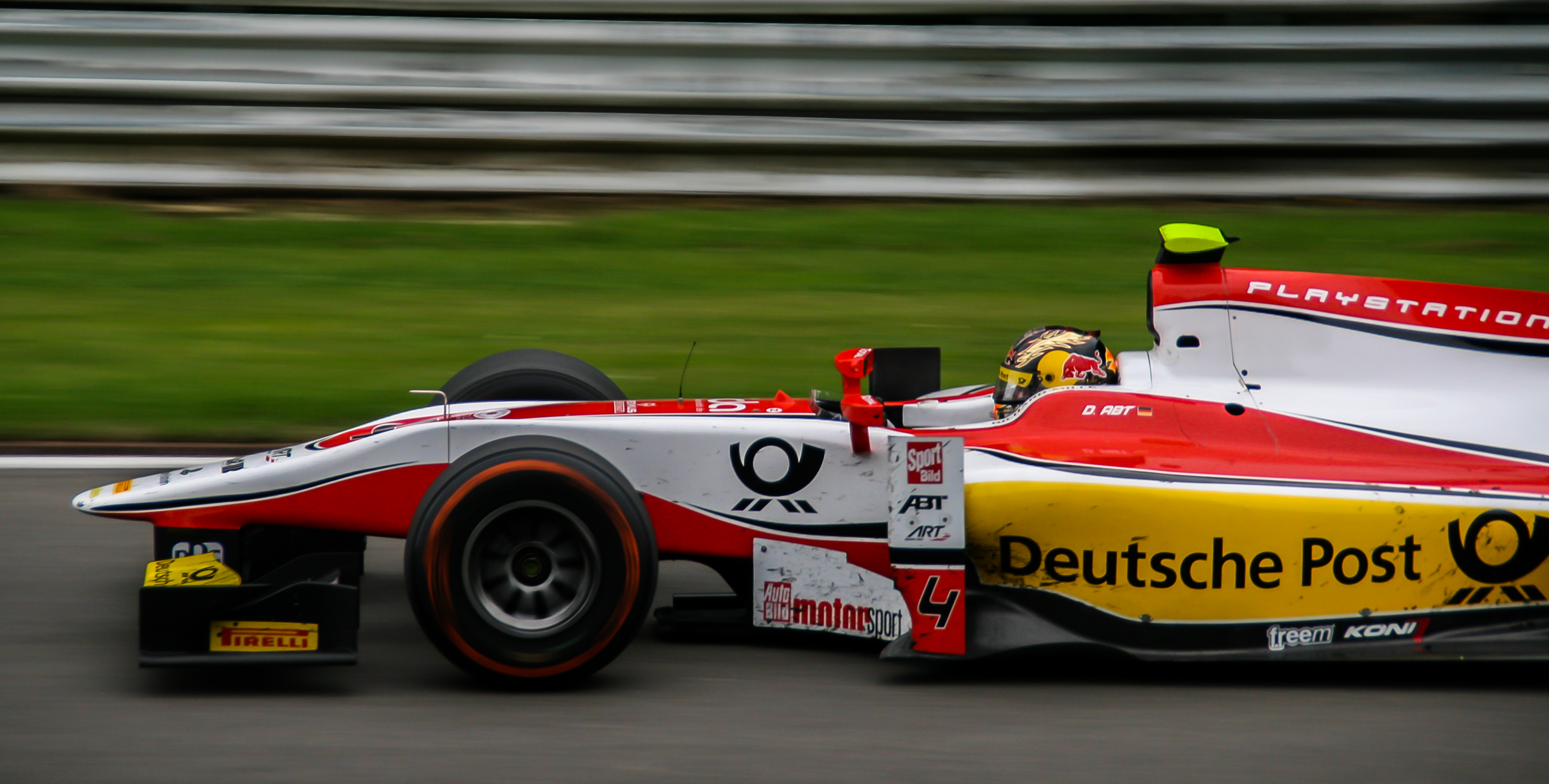
Daniel Abt en GP2 Series.

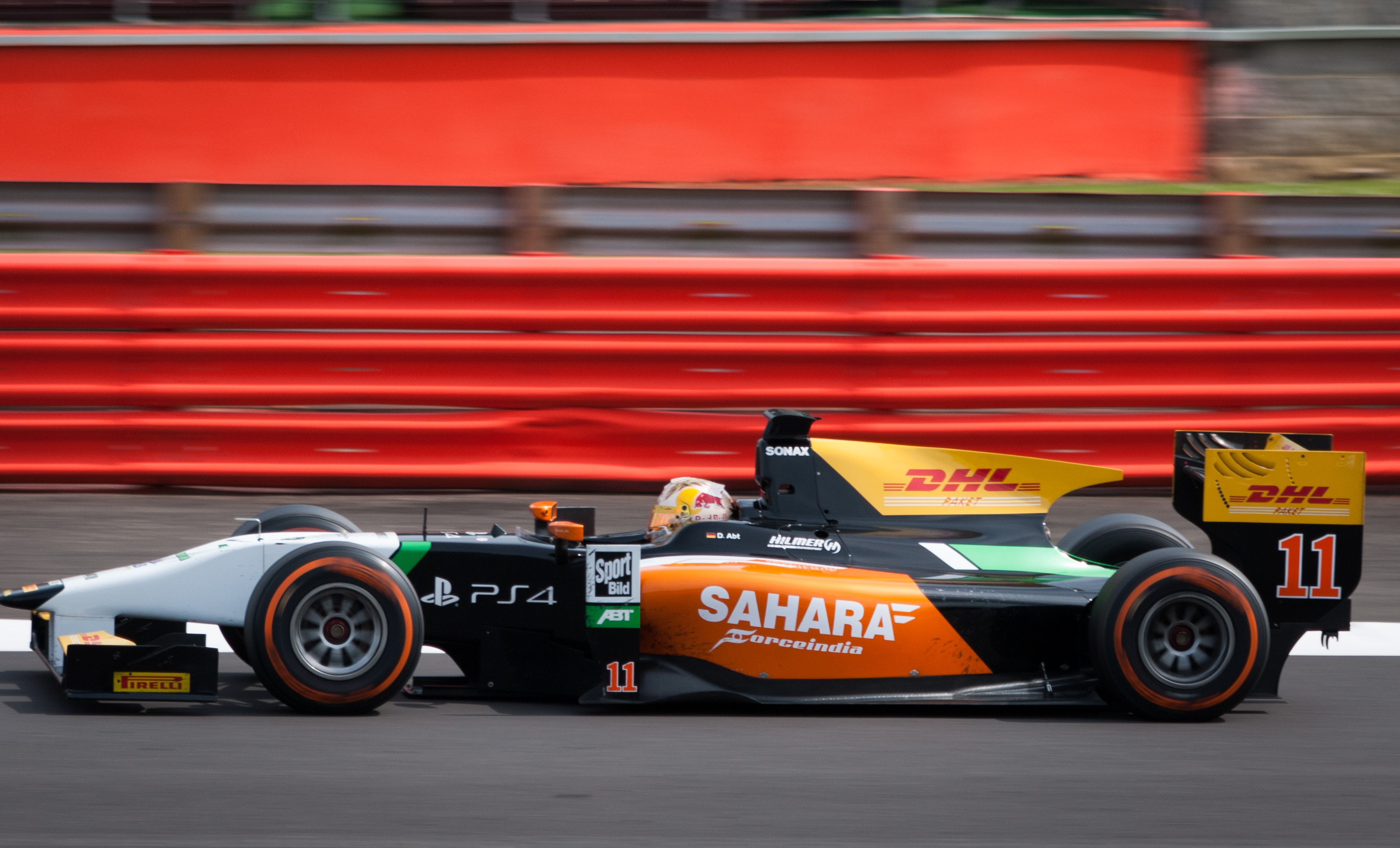
Daniel Abt en GP2 Series 2014.

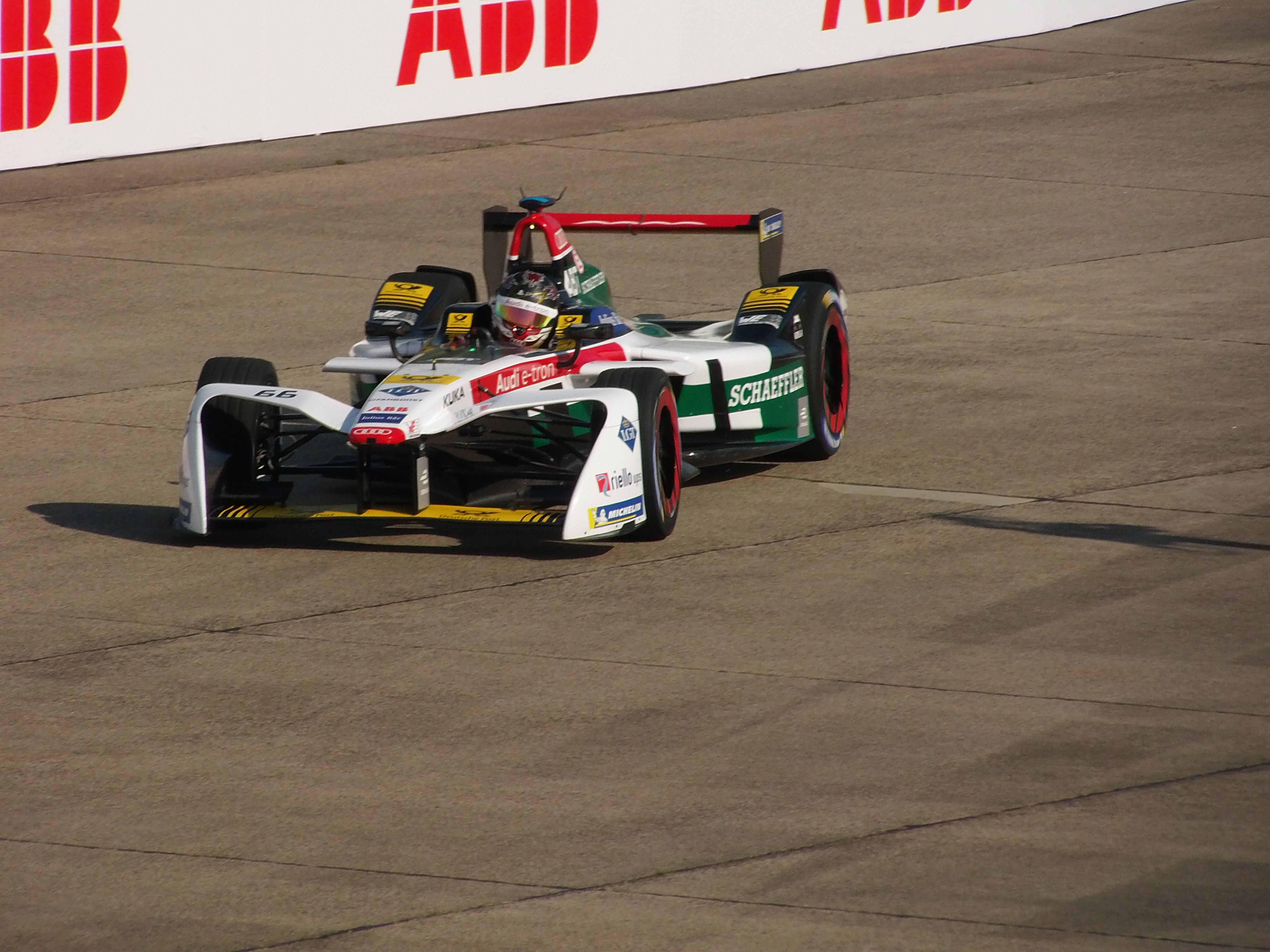
Daniel Abt en el Berlín ePrix de 2018.

Daniel Abt (Kempten, Alemania, 3 de diciembre de 1992) es un piloto de automovilismo alemán. Desde 2014 corre en Fórmula E, logrando dos victorias en este campeonato.
Es hijo de Hans-Jürgen Abt, director de Abt Sportsline, y sobrino de Christian Abt, también piloto de automovilismo.

## Carrera
En 2008, Abt tuvo su debut en monoplazas en ADAC Fórmula Masters en el equipo de su padre. En las 16 carreras del campeonato subió tres veces al podio y acabó 8º el torneo, Volvió a competir en esta categoría al año siguiente; ganó la mitad de las carreras y se coronó campeón con casi 40 puntos de ventaja.
Pasó al equipo Van Amersfoort del Campeonato de Alemania de Fórmula 3. El francés Tom Dillmann se llevó el título con 8 puntos de ventaja sobre Abt, quien ganó dos carreras en diez podios.
En 2011 fue contratado por Signature para correr en Fórmula 3 Euroseries y en el Trofeo Internacional de Fórmula 3. No obtuvo ninguna victoria, quedando 7.º y 4.º respectivamente en los campeonatos finales.
Para 2012, el alemán ingresó al equipo Lotus GP de GP3 Series. Triunfó en dos carreras, en Spa y Monza, y fue subcampeón por dos puntos, detrás del piloto de Arden Mitch Evans. Tras esto, Abt ascendió a GP2, donde compitió dos temporadas sin lograr podios.
En febrero de 2014, el equipo Audi Sport ABT fue el primero en anunciar a sus pilotos para la temporada inaugural de Fórmula E Lucas di Grassi y el propio Daniel Abt. Dicha pareja se ha mantenido durante las cuatro temporadas disputadas del campeonato, obteniendo un Campeonato de Equipos (2016-17). Abt ha logrado desde entonces dos victorias en ocho podios, siempre finalizando detrás del brasilero en el campeonato final.
También corrió las 24 Horas de Le Mans de 2015 en LMP1 con Rebellion (terminó 18.º), entre otras carreras de esa temporada de WEC, y en 2016 corrió el campeonato de ADAC GT Masters con un Bentley Continental GT3.
En mayo de 2020, durante el receso de las carreras por la pandemia por coronavirus, se descubrió que Daniel contrató a un piloto de simracing para pasarse por él en una carrera virtual benéfica organizada por la Fórmula E. Abt fue denunciado luego de la competencia por otro piloto y la organización lo confirmó más tarde, junto a su descalificación del evento y a una multa. Poco después, Audi emitió un comunicado suspendiendo a Daniel del equipo de Fórmula E. Sin embargo, el 1 de julio, fue confirmado su regreso a la competición junto a NIO, en sustitución de Ma Qing Hua.

## Resumen de carrera
| Temporada | Categoría                                   | Equipo                    | Carreras | Victorias | Poles | VR | Podios | Puntos | Pos. |
| --------- | ------------------------------------------- | ------------------------- | -------- | --------- | ----- | -- | ------ | ------ | ---- |
| 2008      | ADAC Fórmula Masters                        | Team Abt Sportsline       | 16       | 0         | 1     | 1  | 3      | 91     | 8.º  |
| 2009      | ADAC Fórmula Masters                        | Team Abt Sportsline       | 16       | 8         | 7     | 3  | 10     | 224    | 1.º  |
| 2009      | Campeonato de Alemania de Fórmula 3         | Performance Racing        | 2        | 0         | 0     | 0  | 0      | 0      | NC   |
| 2010      | Campeonato de Alemania de Fórmula 3         | Van Amersfoort Racing     | 18       | 2         | 6     | 5  | 10     | 112    | 2.º  |
| 2010      | Gran Premio de Macao                        | Signature                 | 1        | 0         | 0     | 0  | 0      | 0      | NC   |
| 2011      | Fórmula 3 Euroseries                        | Signature                 | 27       | 0         | 0     | 1  | 4      | 150    | 7.º  |
| 2011      | Gran Premio de Macao                        | Signature                 | 1        | 0         | 0     | 0  | 0      | 0      | NC   |
| 2011      | Masters de Fórmula 3                        | Signature                 | 1        | 0         | 0     | 0  | 0      | 0      | 6.º  |
| 2011      | Trofeo Internacional de Fórmula 3 de la FIA | Signature                 | 8        | 0         | 0     | 0  | 0      | 44     | 4.º  |
| 2012      | GP3 Series                                  | Lotus GP                  | 16       | 2         | 1     | 0  | 7      | 149.5  | 2.º  |
| 2012      | Fórmula Renault 3.5 Series                  | Tech 1 Racing             | 6        | 0         | 0     | 0  | 0      | 0      | 34.º |
| 2012      | Campeonato de Alemania de Fórmula 3         | Van Amersfoort Racing     | 3        | 0         | 0     | 0  | 1      | 18     | 14.º |
| 2012      | Gran Premio de Macao                        | Carlin                    | 1        | 0         | 0     | 0  | 0      | 0      | 12.º |
| 2013      | GP2 Series                                  | ART Grand Prix            | 22       | 0         | 0     | 0  | 0      | 11     | 22.º |
| 2014      | GP2 Series                                  | Hilmer Motorsport         | 20       | 0         | 0     | 0  | 0      | 27     | 16.º |
| 2014-15   | Fórmula E                                   | Audi Sport ABT            | 11       | 0         | 1     | 1  | 1      | 32     | 11.º |
| 2015      | Campeonato Mundial de Resistencia de la FIA | Rebellion Racing          | 4        | 0         | 0     | 0  | 0      | 2      | 28.º |
| 2015      | 24 Horas de Le Mans                         | Rebellion Racing          | 1        | 0         | 0     | 0  | 0      | N/A    | 18.º |
| 2015-16   | Fórmula E                                   | ABT Schaeffler Audi Sport | 10       | 0         | 0     | 0  | 3      | 68     | 7.º  |
| 2016      | ADAC GT Masters                             | Bentley Team ABT          | 13       | 0         | 1     | 0  | 1      | 45     | 19.º |
| 2016      | 24H Series                                  | C. Abt Racing             | 1        | 0         | 0     | 0  | 0      | 0      | NC   |
| 2016-17   | Fórmula E                                   | ABT Schaeffler Audi Sport | 12       | 0         | 0     | 1  | 0      | 67     | 8.º  |
| 2017-18   | Fórmula E                                   | Audi Sport ABT Schaeffler | 12       | 2         | 1     | 3  | 4      | 120    | 5.º  |
| 2018-19   | Fórmula E                                   | Audi Sport ABT Schaeffler | 13       | 0         | 0     | 2  | 2      | 95     | 7.º  |
| 2019-20   | Fórmula E                                   | Audi Sport ABT Schaeffler | 5        | 0         | 0     | 0  | 0      | 8      | 21.º |
| 2019-20   | Fórmula E                                   | NIO 333 FE Team           | 6        | 0         | 0     | 0  | 0      | 8      | 21.º |
| Fuente:   |                                             |                           |          |           |       |    |        |        |      |

## Resultados

### Fórmula 3 Euroseries
(Clave) (negrita indica pole position) (cursiva indica vuelta rápida)

| Año     | Equipo    | 1         | 2        | 3       | 4       | 5       | 6       | 7         | 8       | 9       | 10      | 11      | 12      | 13       | 14       | 15    | 16       | 17      | 18      | 19      | 20      | 21      | 22       | 23       | 24      | 25      | 26      | 27      | Pos. | Puntos |
| ------- | --------- | --------- | -------- | ------- | ------- | ------- | ------- | --------- | ------- | ------- | ------- | ------- | ------- | -------- | -------- | ----- | -------- | ------- | ------- | ------- | ------- | ------- | -------- | -------- | ------- | ------- | ------- | ------- | ---- | ------ |
| 2011    | Signature | LEC 1 Ret | LEC 2 11 | LEC 3 9 | HOC 1 4 | HOC 2 7 | HOC 3 6 | ZAN 1 Ret | ZAN 2 8 | ZAN 3 5 | RBR 1 6 | RBR 2 3 | RBR 3 4 | NOR 1 10 | NOR 2 10 | NOR 3 | NÜR 1 12 | NÜR 2 7 | NÜR 3 7 | SIL 1 5 | SIL 2 5 | SIL 3 5 | VAL 1 10 | VAL 2 10 | VAL 3 7 | HOC 1 5 | HOC 2 3 | HOC 3 6 | 7.º  | 150    |
| Fuente: |           |           |          |         |         |         |         |           |         |         |         |         |         |          |          |       |          |         |         |         |         |         |          |          |         |         |         |         |      |        |

### GP3 Series
(Clave) (negrita indica pole position) (cursiva indica vuelta rápida puntuable)

| Año  | Escudería | 1   | 1   | 2   | 2   | 3   | 3   | 4   | 4   | 5   | 5   | 6   | 6   | 7   | 7   | 8   | 8   | Pos. | Puntos | Ref.  |
| ---- | --------- | --- | --- | --- | --- | --- | --- | --- | --- | --- | --- | --- | --- | --- | --- | --- | --- | ---- | ------ | ----- |
| 2012 | Lotus GP  | BAR | BAR | MON | MON | VAL | VAL | SIL | SIL | HOC | HOC | BUD | BUD | SPA | SPA | MNZ | MNZ | 2.º  | 149.5  | [ 6 ] |
| 2012 | Lotus GP  | 13  | 6   | 6   | 3   | 6   | 2   | 4   | Ret | 7   | 2   | 2   | 11  | 1   | 5   | 1   | 2   | 2.º  | 149.5  | [ 6 ] |

### Fórmula Renault 3.5
(Clave) (negrita indica pole position) (cursiva indica vuelta rápida)

| Año     | Equipo        | 1     | 2     | 3     | 4     | 5     | 6     | 7     | 8     | 9     | 10    | 11    | 12       | 13       | 14        | 15       | 16       | 17        | Pos. | Puntos |
| ------- | ------------- | ----- | ----- | ----- | ----- | ----- | ----- | ----- | ----- | ----- | ----- | ----- | -------- | -------- | --------- | -------- | -------- | --------- | ---- | ------ |
| 2012    | Tech 1 Racing | ALC 1 | ALC 2 | MON 1 | SPA 1 | SPA 2 | NÜR 1 | NÜR 2 | MSC 1 | MSC 2 | SIL 1 | SIL 2 | HUN 1 18 | HUN 2 24 | LEC 1 Ret | LEC 2 18 | CAT 1 16 | CAT 2 Ret | 34.º | 0      |
| Fuente: |               |       |       |       |       |       |       |       |       |       |       |       |          |          |           |          |          |           |      |        |

### GP2 Series
(Clave) (negrita indica pole position) (cursiva indica vuelta rápida puntuable)

| Año  | Escudería         | 1   | 1   | 2   | 2   | 3   | 3   | 4   | 4   | 5   | 5   | 6   | 6   | 7   | 7   | 8   | 8   | 9   | 9   | 10  | 10  | 11  | 11  | Pos. | Puntos | Ref.  |
| ---- | ----------------- | --- | --- | --- | --- | --- | --- | --- | --- | --- | --- | --- | --- | --- | --- | --- | --- | --- | --- | --- | --- | --- | --- | ---- | ------ | ----- |
| 2013 | ART Grand Prix    | KUA | KUA | SAK | SAK | BAR | BAR | MON | MON | SIL | SIL | NÜR | NÜR | BUD | BUD | SPA | SPA | MNZ | MNZ | SIN | SIN | YMC | YMC | 22.º | 11     | [ 8 ] |
| 2013 | ART Grand Prix    | Ret | 16  | 14  | 7   | 11  | 8   | 16  | 22  | 15  | Ret | 21  | 18  | 24† | 14  | 16  | 16  | 17  | 22  | 13  | DSQ | 9   | 5   | 22.º | 11     | [ 8 ] |
| 2014 | Hilmer Motorsport | SAK | SAK | BAR | BAR | MON | MON | SPI | SPI | SIL | SIL | HOC | HOC | BUD | BUD | SPA | SPA | MNZ | MNZ | SOC | SOC | YMC | YMC | 16.º | 27     | [ 9 ] |
| 2014 | Hilmer Motorsport | 13  | 13  | Ret | 12  | Ret | 17  | 17  | 23  | 10  | 11  | 20  | 15  | 5   | 5   | 8   | 5   | Ret | 10  | Ret | 13  |     |     | 16.º | 27     | [ 9 ] |

### Fórmula E
(Clave) (negrita indica pole position) (cursiva indica vuelta rápida)

| Año     | Equipo                    | 1       | 2       | 3      | 4       | 5      | 6       | 7       | 8      | 9       | 10      | 11     | 12    | 13    | Pos. | Puntos |
| ------- | ------------------------- | ------- | ------- | ------ | ------- | ------ | ------- | ------- | ------ | ------- | ------- | ------ | ----- | ----- | ---- | ------ |
| 2014-15 | Audi Sport ABT            | BEI 10  | PUT 10  | PDE 15 | BUE 13† | MIA 3  | LBH 15  | MON Ret | BER 14 | MOS 5   | LON Ret | LON 11 |       |       | 11.º | 32     |
| 2015-16 | ABT Schaeffler Audi Sport | BEI 11  | PUT 7   | PDE 8  | BUE 13  | MEX 7  | LBH 3   | PAR 10  | BER 2  | LON Ret | LON 2   |        |       |       | 7.º  | 68     |
| 2016-17 | ABT Schaeffler Audi Sport | HKG Ret | MAR 6   | BUE 7  | MEX 7   | MON 7  | PAR 13† | BER 6   | BER 4  | NYC 14† | NYC Ret | MTR 4  | MTR 6 |       | 8.º  | 67     |
| 2017-18 | Audi Sport ABT Schaeffler | HKG 5   | HKG DSQ | MAR 10 | SAN Ret | MEX 1  | PDE 14  | ROM 4   | PAR 7  | BER 1   | ZUR 13  | NYC 2  | NYC 3 |       | 5.º  | 120    |
| 2018-19 | Audi Sport ABT Schaeffler | ALD 8   | MAR 10  | SAN 3  | MEX 10  | HKG 4  | SNY 5   | ROM 18  | PAR 3  | MON 15  | BER 6   | BRN 6  | NYC 6 | NYC 5 | 8.º  | 86     |
| 2019-20 | Audi Sport ABT Schaeffler | DIR Ret | DIR 6   | SAN 14 | MEX Ret | MAR 14 |         |         |        |         |         |        |       |       | 21.º | 8      |
| 2019-20 | NIO 333 FE Team           |         |         |        |         |        | BER 18  | BER 16  | BER 15 | BER 18  | BER Ret | BER 20 |       |       | 21.º | 8      |
| Fuente: |                           |         |         |        |         |        |         |         |        |         |         |        |       |       |      |        |

### Campeonato Mundial de Resistencia de la FIA
(Clave) (negrita indica pole position) (cursiva indica vuelta rápida)

| Año  | Escudería        | Clase | Automóvil           | 1   | 2   | 3   | 4   | 5   | 6   | 7   | 8   | Pos. | Puntos | Ref.   |
| ---- | ---------------- | ----- | ------------------- | --- | --- | --- | --- | --- | --- | --- | --- | ---- | ------ | ------ |
| 2015 | Rebellion Racing | LMP1  | Rebellion R-One-AER | SIL | SPA | LMS | NÜR | COA | FUJ | SHA | BHR | 28.º | 2      | [ 11 ] |
| 2015 | Rebellion Racing | LMP1  | Rebellion R-One-AER |     |     | 17  | Ret | 14  | 16  |     |     | 28.º | 2      | [ 11 ] |

### 24 Horas de Le Mans
| Año     | Equipo           | Copilotos                              | Automóvil           | Clase | Vueltas | Pos. | Pos. Clase |
| ------- | ---------------- | -------------------------------------- | ------------------- | ----- | ------- | ---- | ---------- |
| 2015    | Rebellion Racing | Alexandre Imperatori Dominik Kraihamer | Rebellion R-One-AER | LMP1  | 336     | 18.º | 9.º        |
| Fuente: |                  |                                        |                     |       |         |      |            |